# 北細野駅
北細野駅（きたほそのえき）は、長野県北安曇郡松川村字赤芝にある、東日本旅客鉄道（JR東日本）大糸線の駅である。駅番号は「28」。

## 歴史
- 1930年（昭和5年）10月28日：信濃鉄道のおかめ前駅として開業[1]。旅客営業のみ。
- 1937年（昭和12年）6月1日：信濃鉄道の国有化[4]。同時に北細野駅に改称[1]。
- 1957年（昭和32年）8月15日：中土駅 - 小滝駅間が開通して全線開通し、大糸線と改称[1]。
- 1987年（昭和62年）4月1日：国鉄分割民営化に伴い、東日本旅客鉄道（JR東日本）の駅となる[5]。

## 駅構造
単式ホーム1面1線を有する地上駅である。
信濃大町駅管理の無人駅である。待合所が置かれている。

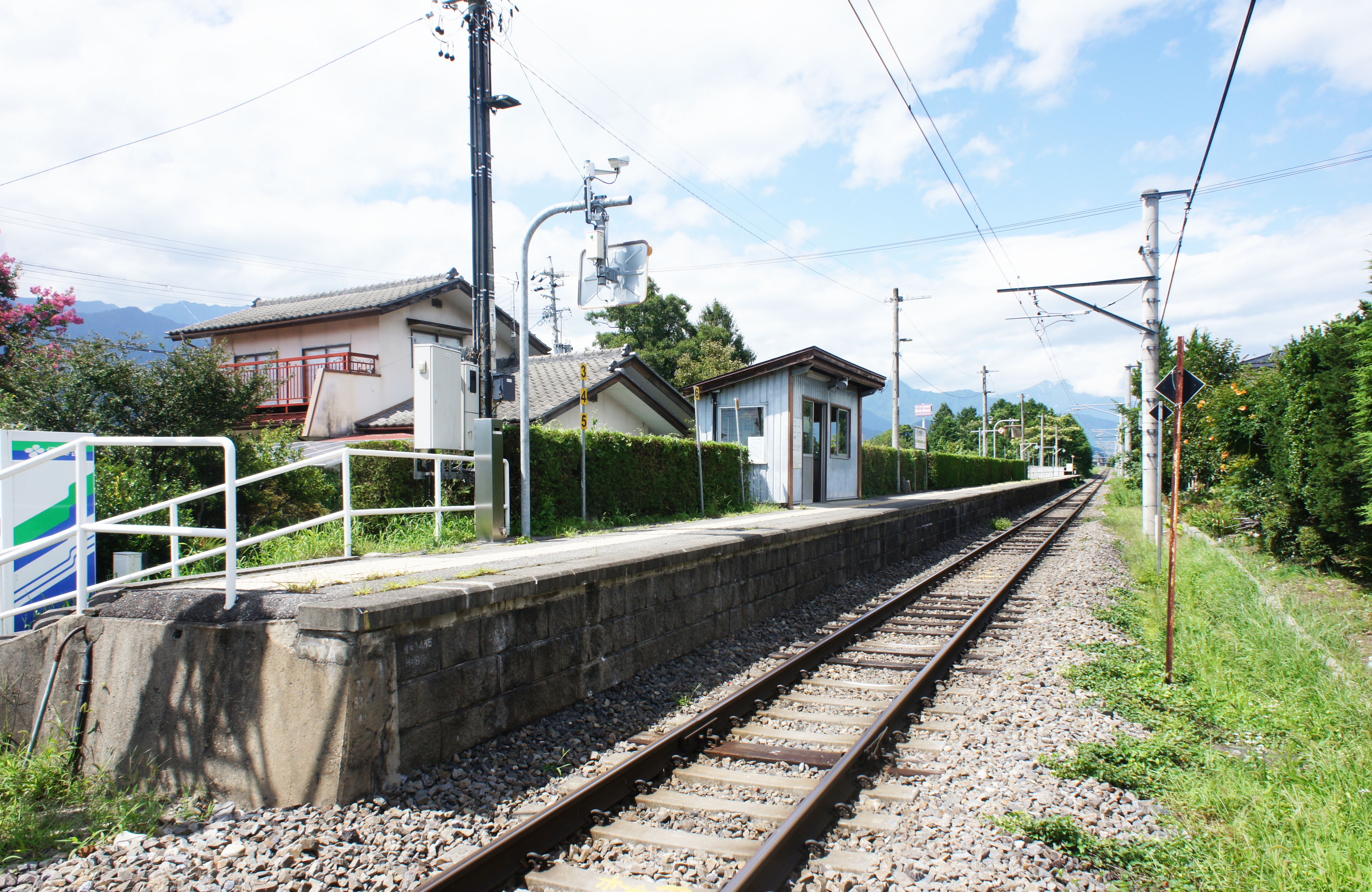
ホーム全景（2021年8月）
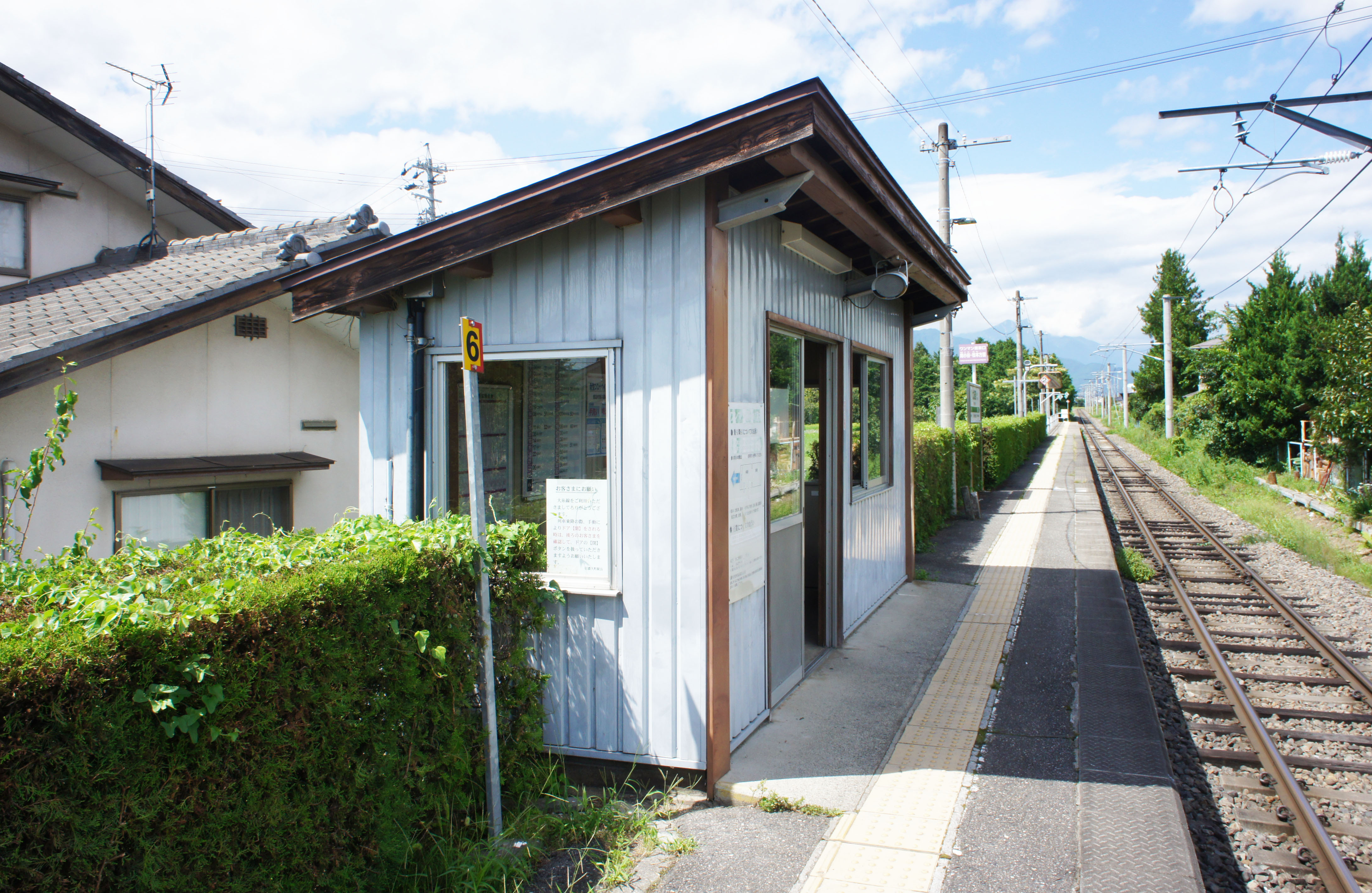
待合室（2021年8月）

## 利用状況
「長野県統計書」によると、2007年度（平成19年度）、2009年度（平成21年度）- 2011年度（平成23年度）の1日平均乗車人員の推移は以下のとおりであった。
| 乗車人員推移       | 乗車人員推移     | 乗車人員推移 |
| 年度               | 1日平均 乗車人員 | 出典         |
| ------------------ | ---------------- | ------------ |
| 2007年（平成19年） | 134              | [ 2 ]        |
| 2009年（平成21年） | 135              | [ 2 ]        |
| 2010年（平成22年） | 134              | [ 7 ]        |
| 2011年（平成23年） | 130              | [ 8 ]        |

## 駅周辺
住宅が多い。駅西側にある鈿女神社（うずめじんじゃ）は「おかめ様」と呼ばれ多くの信仰を集めており、当駅も開業当初はこの名を取って「おかめ前駅」と称した。
- 細野簡易郵便局
- 細野団地[2]
- 北アルプスパノラマロード（県道306号）
- 高瀬川
- 国道147号
- 乳川

## 隣の駅
東日本旅客鉄道（JR東日本）
■大糸線
□快速 
通過
■普通
細野駅 (29) - 北細野駅 (28) - 信濃松川駅 (27)